# سانتياغو سولاري
سانتياغو هرنان سولاري (بالإسبانية: Santiago Hernán Solari)‏ (مواليد 7 أكتوبر 1976 في روزاريو في الأرجنتين) هو لاعب كرة قدم أرجنتيني سابق ومدرب ريال مدريد السابق.

## مسيرته الكروية
بدأ مسيرته الكروية مع نادي نيولز أولد بويز في موسم 1994–1995، وفي موسم 1995–1996 انتقل إلى نادي ريناتو كاسارينيو، ولعب معهم 9 مباريات وسجل هدف واحد، وفي عام 1996 انتقل إلى نادي ريفر بليت، ولعب معهم حتى عام 1998، وشارك معهم في 66 مباراة وسجل 13 هدف، وفي عام 1998 انتقل إلى نادي أتلتيكو مدريد الإسباني، ولعب معهم حتى عام 2000 وشارك معهم في 54 مباراة وسجل 7 اهداف. وفي عام 2000 انتقل إلى نادي ريال مدريد الإسباني، ولعب معهم حتى عام 2005، وشارك معهم في 179 مباراة وسجل 27 هدف
استمر هذا النجم مع الإنتر حتى موسم 2008–2009 بعدها عاد إلى بلاده ليلعب لسان لورينزو الأرجنتيني، قضى مع الفريق موسم واحد ثم انتقل موسم في فترة الانتقالات الصيفية لموسما 2009–2010 إلى أتلانتا المكسيكي الذي توج معه بلقب دوري أبطال الكونكاكاف، وقد شارك مع النادي في بطولة كاس العالم للأندية سنة 2009 التي أقيمت في أبوظبي الإماراتية. انتقل اللاعب إلى نادي اتليتيكو بينارول الاوروغواياني صيف 2010 ولكنه لم يشارك كثيرا بسبب الإصابة وبعد وقت ليس بالطويل اعتزل اللعب.

## مسيرته الدولية
بدأ اللعب لمنتخب الأرجنتين في عام 1999 لعب لمنتخب بلاده 11 مباريات وسجل هدف وحيد.

## مسيرته التدريبية
بعد الاعتزال وخصوصا في صيف 2013 عين كمدرب لفريق براعم ريال مدريد.
في عام 2016 تم تعينه كمدرب لريال مدريد كاستيا الفريق الرديف لنادي ريال مدريد.
في 29 أكتوبر 2018، تم تعيين سولاري كمدرب مؤقت للفريق الأول لريال مدريد بعد إقالة جولين لوبيتيغي. تولى المنصب في اليوم التالي، وأصبح المدرب الرسمي بعد 14 يومًا لأنه في إسبانيا لا يُسمح لأي نادٍ بأن يكون لديه مدرب مؤقت لمدة تزيد عن أسبوعين.

## حياته الشخصية
سولاري من عائلة رياضية، حيث أن والده إدواردو واثنين من إخوته الأربعة -إستيبان وديفيد- كانوا لاعبي كرة قدم أيضاً.

## الإحصائيات

### كلاعب

#### النادي
| أداءه مع الأندية | أداءه مع الأندية | أداءه مع الأندية  | الدوري | الدوري  | الكأس           | الكأس           | قاري            | قاري            | المجموع | المجموع |
| الموسم           | النادي           | الدوري            | الظهور | الأهداف | الظهور          | الأهداف         | الظهور          | الأهداف         | الظهور  | الأهداف |
| الأرجنتين        | الأرجنتين        | الأرجنتين         | الدوري | الدوري  | الكأس           | الكأس           | أمريكا الجنوبية | أمريكا الجنوبية | المجموع | المجموع |
| ---------------- | ---------------- | ----------------- | ------ | ------- | --------------- | --------------- | --------------- | --------------- | ------- | ------- |
| 1996–97          | ريفر بليت        | الدوري الأرجنتيني | 24     | 2       | -               | -               | 1               | 0               | 25      | 2       |
| 1997–98          | ريفر بليت        | الدوري الأرجنتيني | 27     | 6       | -               | -               | 9               | 1               | 36      | 7       |
| 1998–99          | ريفر بليت        | الدوري الأرجنتيني | 16     | 5       | -               | -               | -               | -               | 16      | 5       |
| إسبانيا          | إسبانيا          | إسبانيا           | الدوري | الدوري  | كأس ملك إسبانيا | كأس ملك إسبانيا | أوروبا          | أوروبا          | المجموع | المجموع |
| 1998–99          | أتلتيكو مدريد    | الدوري الإسباني   | 12     | 1       | 3               | 0               | 1               | 0               | 16      | 1       |
| 1999–2000        | أتلتيكو مدريد    | الدوري الإسباني   | 34     | 6       | 4               | 0               | 7               | 0               | 45      | 6       |
| 2000–01          | ريال مدريد       | الدوري الإسباني   | 14     | 1       | 1               | 0               | 10              | 1               | 25      | 2       |
| 2001–02          | ريال مدريد       | الدوري الإسباني   | 28     | 1       | 9               | 0               | 14              | 4               | 51      | 5       |
| 2002–03          | ريال مدريد       | الدوري الإسباني   | 28     | 0       | 3               | 1               | 11              | 0               | 42      | 1       |
| 2003–04          | ريال مدريد       | الدوري الإسباني   | 34     | 5       | 9               | 2               | 9               | 2               | 52      | 9       |
| 2004–05          | ريال مدريد       | الدوري الإسباني   | 27     | 3       | 2               | 2               | 5               | 0               | 34      | 5       |
| إيطاليا          | إيطاليا          | إيطاليا           | الدوري | الدوري  | كأس إيطاليا     | كأس إيطاليا     | أوروبا          | أوروبا          | المجموع | المجموع |
| 2005–06          | إنتر ميلان       | الدوري الإيطالي   | 13     | 3       | 7               | 2               | 6               | 0               | 26      | 5       |
| 2006–07          | إنتر ميلان       | الدوري الإيطالي   | 21     | 1       | 5               | 0               | 4               | 0               | 30      | 1       |
| 2007–08          | إنتر ميلان       | الدوري الإيطالي   | 5      | 0       | 5               | 1               | 5               | 0               | 15      | 1       |
| الأرجنتين        | الأرجنتين        | الأرجنتين         | الدوري | الدوري  | الكأس           | الكأس           | أمريكا الجنوبية | أمريكا الجنوبية | المجموع | المجموع |
| 2008–09          | سان لورينزو      | الدوري الأرجنتيني | 14     | 3       | -               | -               | -               | -               | 14      | 3       |
| المجموع          | الأرجنتين        | الأرجنتين         | 81     | 16      | -               | -               | 10              | 1               | 91      | 17      |
| المجموع          | إسبانيا          | إسبانيا           | 177    | 17      | 31              | 5               | 57              | 7               | 255     | 29      |
| المجموع          | إيطاليا          | إيطاليا           | 39     | 4       | 17              | 3               | 15              | 0               | 71      | 7       |
| الإجمالي         | الإجمالي         | الإجمالي          | 297    | 37      | 48              | 8               | 82              | 8               | 427     | 53      |

المصدر:

#### المنتخب
| الأرجنتين | الأرجنتين | الأرجنتين |
| العام     | الظهور    | الأهداف   |
| --------- | --------- | --------- |
| 1999      | 1         | 0         |
| 2000      | 1         | 0         |
| 2001      | 0         | 0         |
| 2002      | 3         | 0         |
| 2003      | 4         | 0         |
| 2004      | 2         | 0         |
| المجموع   | 11        | 0         |

المصدر:

### كمدرب
آخر تحديث 10 مارس 2019.
| الفريق            | من             | إلى            | السجل | السجل | السجل | السجل | السجل | السجل | السجل | السجل  |
| الفريق            | من             | إلى            | ل     | ف     | ت     | خ     | له    | عليه  | ف.    | فوز %  |
| ----------------- | -------------- | -------------- | ----- | ----- | ----- | ----- | ----- | ----- | ----- | ------ |
| ريال مدريد كاستيا | 19 يوليو 2016  | 29 أكتوبر 2018 | 86    | 32    | 29    | 25    | 112   | 92    | +20   | 037٫21 |
| ريال مدريد        | 30 أكتوبر 2018 | 11 مارس 2019   | 32    | 22    | 2     | 8     | 71    | 37    | +34   | 068٫75 |
| المجموع           | المجموع        | المجموع        | 118   | 54    | 31    | 33    | 183   | 129   | +54   | 045٫76 |

## الإنجازات

### لاعباً
ريفر بليت
- الدوري الأرجنتيني (3): الافتتاحي 1996، الدوري الأرجنتيني 1997، الافتتاحي 1997

ريال مدريد
- الدوري الإسباني (2) 2000–01، 2002–03
- كأس السوبر الإسباني (2): 2001، 2003
- دوري أبطال أوروبا (1): 2001–02
- كأس السوبر الأوروبي (1): 2002
- كأس الإنتركونتيننتال (1): 2002

إنتر ميلان
- الدوري الإيطالي (3): 2005–06، 2006–07، 2007–08
- كأس إيطاليا (1): 2005–06
- كأس السوبر الإيطالي (1): 2005، 2006

### مدرباً
ريال مدريد
- كأس العالم للأندية (1): 2018

## وصلات خارجية
سانتياغو سولاري على موقع الاتحاد الدولي (مؤرشف)  (الإنجليزية)
- سانتياغو سولاري على موقع الاتحاد الأوربي (الإنجليزية)
- سانتياغو سولاري على موقع قاعدة بيانات كرة القدم.إي يو (الإنجليزية)
- سانتياغو سولاري على موقع ناشيونال فوتبول تيمز (الإنجليزية)
- سانتياغو سولاري على موقع Soccerway.com (الإنجليزية)
- سانتياغو سولاري على موقع عالم كرة القدم.نت (الإنجليزية)